# ستيف غرين (سياسي)
ستيف غرين (بالإنجليزية: Steve Green)‏ هو سياسي أمريكي، ولد في 28 مايو 1960. حزبياً، نشط في الحزب الجمهوري لمينيسوتا ‏. وقد انتخب عضو مجلس نواب مينيسوتا.